# Мали Вртоп
Мали Вртоп је насеље у Србији у општини Гаџин Хан у Нишавском округу. Према попису из 2022. било је 67 становника (према попису из 1991. било је 209 становника).

## Положај
Локација самог села Мали Вртоп налази се у Горњем Заплању. Тачније, налази се на западним падинама Суве планине (1.810 m), y подножју њених врхова Големо Стражиште (1.714 m) и Брезје (1.480 m),као и у долини Вртопске реке. Смештен је 2 km источно од регионалног пута Никола Тесла — Гаџин Хан – Красгавче – Доњи Душник – Равна Дубрава. Удаљен је 21 km јутоисточно од Гаџиног Хана и 43 km југоисточно од Ниша. Простире се у висинском појасу од 480 до 540 m.

## Тип села
Мали Вртоп припада збијеном физиономском типу села. Неправилног је облика, са кућама које се зракасто разилазе дуж сеоских путева од центра насеља. Обједињује једанаест група родовских кућа: Стајчевце, Растовце, Динчинце, Стајкове, Николчинце, Качарце, Ристаце, Јовичинце, Белорепце, Богдановце и Зверце, од којих је последња у новијем периоду расељена. Најстарији део села је на месту Дел (по предању, у раном периоду турске владавине ту се налазило 7 домова), где се данас налазе куће Богдановаца и Зверца.

## Демографија
У насељу Мали Вртоп живи 138 пунолетних становника, а просечна старост становништва износи 54,1 година (48,8 код мушкараца и 64,5 код жена). У насељу има 32 домаћинстава, а просечан број чланова по домаћинству је 2,09.
Ово насеље је у потпуности насељено Србима (према попису из 2002. године), а у последња три пописа, примећен је пад у броју становника.
|  |

| Демографија | Демографија | Демографија |
| Година      | Становника  | Становника  |
| ----------- | ----------- | ----------- |
| 1948.       | 506         |             |
| 1953.       | 508         |             |
| 1961.       | 502         |             |
| 1971.       | 370         |             |
| 1981.       | 298         |             |
| 1991.       | 209         | 208         |
| 2002.       | 150         | 150         |
| 2011.       | 126         |             |
| 2022.       | 67          |             |

| Етнички састав према попису из 2002.‍ | Етнички састав према попису из 2002.‍ | Етнички састав према попису из 2002.‍ | Етнички састав према попису из 2002.‍ | Етнички састав према попису из 2002.‍ |
| ------------------------------------ | ------------------------------------ | ------------------------------------ | ------------------------------------ | ------------------------------------ |
|                                      |                                      |                                      |                                      |                                      |
| Срби                                 | Срби                                 |                                      | 150                                  | 100,0%                               |
| непознато                            | непознато                            |                                      | 0                                    | 0,0%                                 |

| Година пописа     | 1948. | 1953. | 1961. | 1971. | 1981. | 1991. | 2002. |
| ----------------- | ----- | ----- | ----- | ----- | ----- | ----- | ----- |
| Број домаћинстава | 89    | 88    | 92    | 97    | 93    | 84    | 67    |

| Број чланова      | 1  | 2  | 3 | 4 | 5 | 6 | 7 | 8 | 9 | 10 и више | Просек |
| ----------------- | -- | -- | - | - | - | - | - | - | - | --------- | ------ |
| Број домаћинстава | 19 | 30 | 9 | 3 | 4 | 2 | 0 | 0 | 0 | 0         | 2,24   |

| Пол    | Укупно | Неожењен/Неудата | Ожењен/Удата | Удовац/Удовица | Разведен/Разведена | Непознато |
| ------ | ------ | ---------------- | ------------ | -------------- | ------------------ | --------- |
| Мушки  | 69     | 12               | 51           | 6              | 0                  | 0         |
| Женски | 69     | 0                | 49           | 20             | 0                  | 0         |
| УКУПНО | 138    | 12               | 100          | 26             | 0                  | 0         |

| Пол    | Укупно                    | Пољопривреда, лов и шумарство | Рибарство                            | Вађење руде и камена | Прерађивачка индустрија       |
| ------ | ------------------------- | ----------------------------- | ------------------------------------ | -------------------- | ----------------------------- |
| Мушки  | 38                        | 25                            | 0                                    | 0                    | 10                            |
| Женски | 21                        | 19                            | 0                                    | 0                    | 2                             |
| УКУПНО | 59                        | 44                            | 0                                    | 0                    | 12                            |
| Пол    | Производња и снабдевање   | Грађевинарство                | Трговина                             | Хотели и ресторани   | Саобраћај, складиштење и везе |
| Мушки  | 0                         | 0                             | 1                                    | 0                    | 0                             |
| Женски | 0                         | 0                             | 0                                    | 0                    | 0                             |
| УКУПНО | 0                         | 0                             | 1                                    | 0                    | 0                             |
| Пол    | Финансијско посредовање   | Некретнине                    | Државна управа и одбрана             | Образовање           | Здравствени и социјални рад   |
| Мушки  | 1                         | 0                             | 0                                    | 0                    | 1                             |
| Женски | 0                         | 0                             | 0                                    | 0                    | 0                             |
| УКУПНО | 1                         | 0                             | 0                                    | 0                    | 1                             |
| Пол    | Остале услужне активности | Приватна домаћинства          | Екстериторијалне организације и тела | Непознато            | Непознато                     |
| Мушки  | 0                         | 0                             | 0                                    | 0                    | 0                             |
| Женски | 0                         | 0                             | 0                                    | 0                    | 0                             |
| УКУПНО | 0                         | 0                             | 0                                    | 0                    | 0                             |